# Masafumi Maeda
Masafumi Maeda (前田 雅文 Maeda Masafumi?, nacido el 25 de enero de 1983 en Yasu, Shiga) es un exfutbolista japonés. Jugaba de delantero y su último club fue el Thespa Kusatsu de Japón.

## Trayectoria

### Clubes
| Club           | País  | Año         |
| -------------- | ----- | ----------- |
| Gamba Osaka    | Japón | 2005 - 2007 |
| Ventforet Kofu | Japón | 2008 - 2009 |
| Thespa Kusatsu | Japón | 2010 - 2011 |

## Estadística de carrera

### J. League
| Club           | Año   | J. League | J. League | Copa J. League | Copa J. League | Total | Total |
| Club           | Año   | Part.     | Goles     | Part.          | Goles          | Part. | Goles |
| -------------- | ----- | --------- | --------- | -------------- | -------------- | ----- | ----- |
| Gamba Osaka    | 2005  | 6         | 1         | 4              | 1              | 10    | 2     |
| Gamba Osaka    | 2006  | 27        | 2         | 2              | 0              | 29    | 2     |
| Gamba Osaka    | 2007  | 5         | 1         | 5              | 0              | 10    | 1     |
| Ventforet Kofu | 2008  | 16        | 1         | -              | -              | 16    | 1     |
| Ventforet Kofu | 2009  | 0         | 0         | -              | -              | 0     | 0     |
| Thespa Kusatsu | 2010  | 11        | 0         | -              | -              | 11    | 0     |
| Thespa Kusatsu | 2011  | 5         | 1         | -              | -              | 5     | 1     |
| Total          | Total | 70        | 6         | 11             | 1              | 81    | 7     |

## Palmarés

### Títulos nacionales
| Título         | Club        | País  | Año  |
| -------------- | ----------- | ----- | ---- |
| J1 League      | Gamba Osaka | Japón | 2005 |
| Copa J. League | Gamba Osaka | Japón | 2007 |